# Alaman

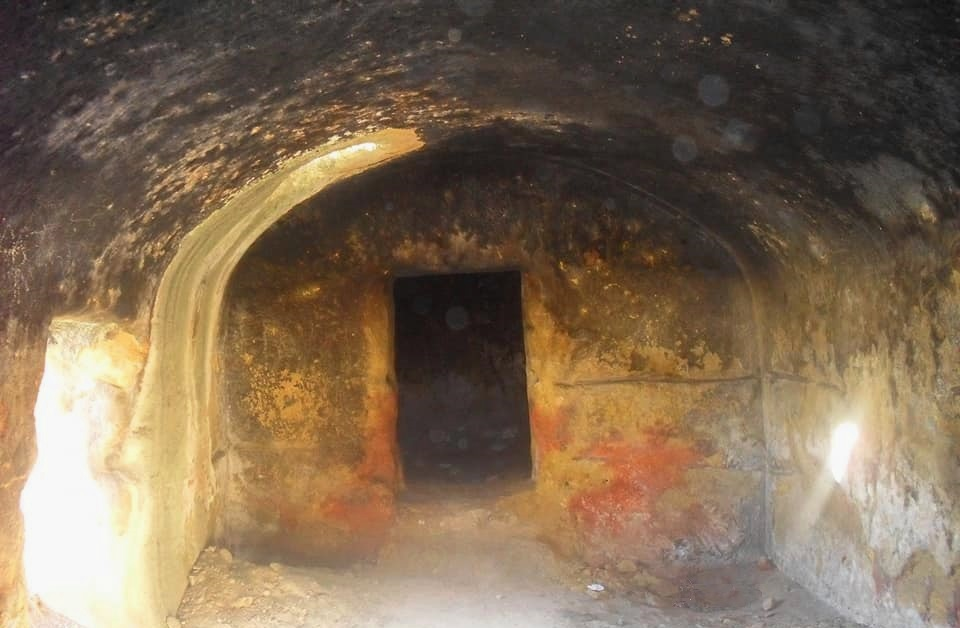
Alaman-Felsengrab (innen)

Alaman ist ein Dorf im Landkreis Şarkışla der türkischen Provinz Sivas. Alaman liegt etwa 88 km südwestlich der Provinzhauptstadt Sivas und 35 km nordwestlich von Şarkışla. Die Bevölkerung besteht hauptsächlich aus Osseten.